# Валькаркай
Валькарка́й — лагуна на арктическом побережье Восточно-Сибирского моря в пределах Чаунского района Чукотского автономного округа России.
Название в переводе с чук. Валкаркай — «маленькая землянка, построенная из челюстей кита».
Лагуна вытянута в широтном направлении примерно на 4,5 км, отделена от моря узкой песчаной косой. Берега заболочены.
На косе расположена одноимённая полярная станция, созданная в 1932 году. Она была основным местом, использовавшимся при съёмках фильма «Как я провёл этим летом».